# 穴生站

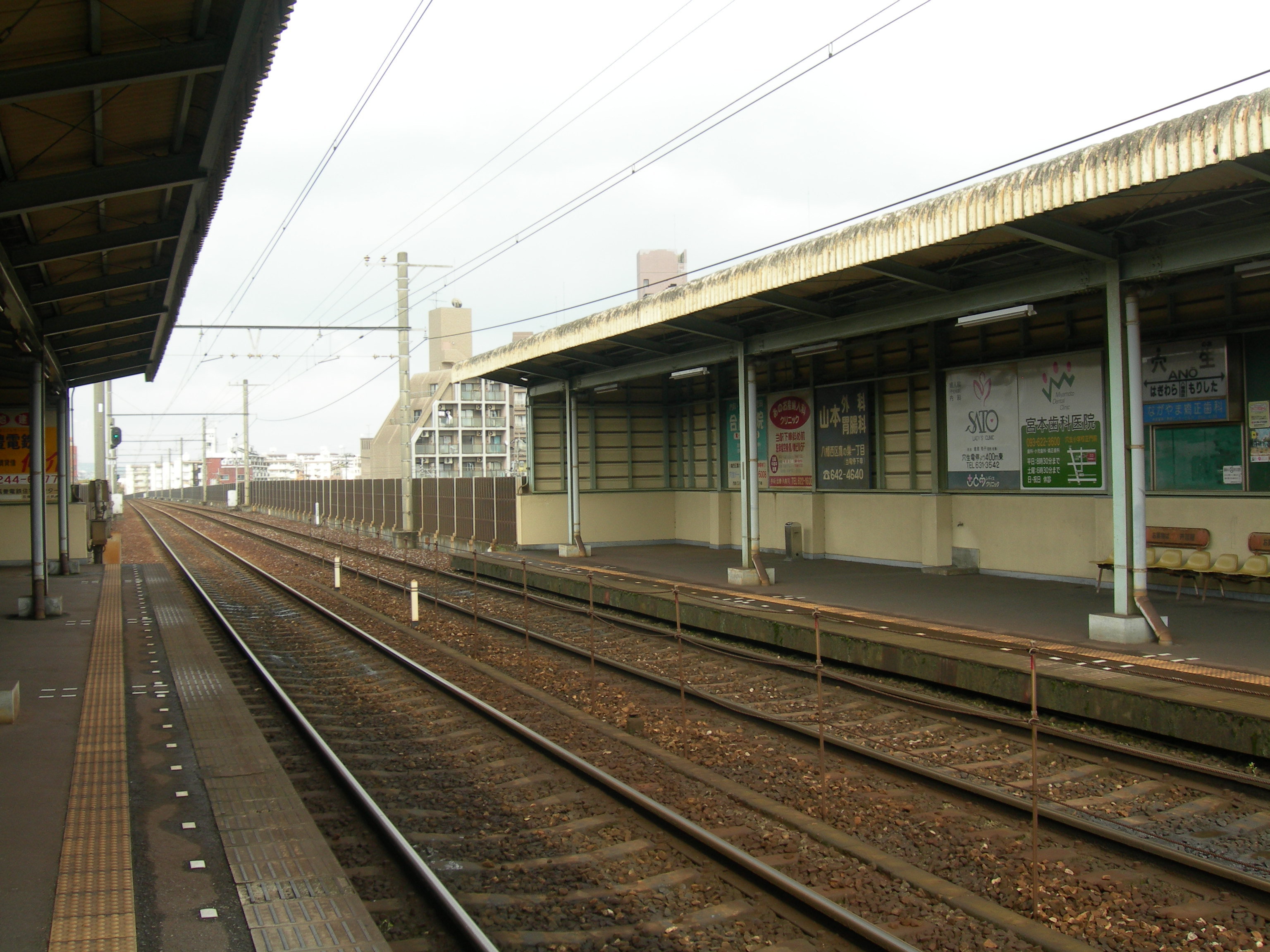
月台(2008年3月)

穴生站（日语：／ Anō eki */?）是位於福岡縣北九州市八幡西區穴生一丁目8番1號，筑豐電氣鐵道筑豐電氣鐵道線車站。車站編號為CK05。

## 歷史
- 1956年（昭和31年）3月21日 - 車站啟用。
- 1982年（昭和57年）11月17日 - 車站高架化。

## 車站構造
車站是一座高架車站，設有2面2線的相對式月台。車站高架橋下設有網吧。在車站啟用當初為地面車站，但是由於當時車站附近平交道經常交通擁塞，因此在1982年（昭和57年）便高架化。
此站是無人車站，此站設有定期券售票處。

### 月台
| 月台 | 路線        | 方向                       | 備註 |
| ---- | ----------- | -------------------------- | ---- |
| 1    | ■筑豐電鐵線 | 永犬丸、楠橋、筑豐直方方向 |      |
| 2    | ■筑豐電鐵線 | 熊西、黑崎站前方向         |      |

※實際上沒有月台編號，上述的編號只用作列車運輸指令上使用。

## 使用狀況
在2019年度，1日平均上下車人次為1,189人。以下為近年1日平均乘車人次列表。
| 上下車人次變化 | 上下車人次變化 |
| 年度           | 1日平均人次    |
| -------------- | -------------- |
| 2011           | 1,225          |
| 2012           | 1,324          |
| 2013           | 1,310          |
| 2014           | 1,240          |
| 2015           | 1,229          |
| 2016           | 1,238          |
| 2017           | 1,216          |
| 2018           | 1,202          |
| 2019           | 1,189          |

## 車站周邊
車站周邊設有中高層公寓與公共設施。
- 福岡縣道11號有毛引野線（日语：福岡県道11号有毛引野線） - 車站下方橫過的4線主要地方道路。
- 北九州市立穴生小學
- 北九州市立八幡特別支援學校（日语：北九州市立八幡特別支援学校）
- 獨立行政法人高齡・障害・求職者雇用支援機構（日语：高齢・障害・求職者雇用支援機構）福岡支部福岡職業能力開發促進中心（日语：職業能力開発促進センター）（愛稱：理工中心福岡）
- 北九州市立萩原小學
- 九州地方整備局（日语：九州地方整備局）八幡維持出張所
- 福岡法務局（日语：福岡法務局）八幡出張所
- 福岡縣北九州紅十字血液中心（日语：赤十字血液センター）
- 北九州市消防局（日语：北九州市消防局）八幡西消防署
- 西鐵巴士北九州八幡自動車營業所（日语：西鉄バス北九州八幡自動車営業所）
- A Price穴生店
- 福岡迴聲信用金庫（日语：福岡ひびき信用金庫）穴生支店分
- 八幡穴生郵局
- 北九州農業協同組合（日语：北九州農業協同組合）穴生分店
- 西鐵巴士北九州（日语：西鉄バス北九州）「穴生電停前」巴士站
  - 57：黑崎站 → 竹末 → 穴生電停前 → 八幡營業所

## 相鄰車站
筑豐電氣鐵道
筑豐電氣鐵道線
萩原（CK04）－穴生（CK05）－森下（CK06）

## 注腳
1. ↑  鉄道事業｜企業・グループ情報《西鉄について》 （页面存档备份，存于）（日語） 令和元年度 駅別乗降人員
2. ↑  国土数値情報　駅別乗降客数データ  （页面存档备份，存于）（日語） - 國土交通省，2020年9月19日參閲